# سيمون باغيناود
سيمون باغيناود (بالفرنسية: Simon Pagenaud)‏ مواليد 18 مايو 1984 في بواتييه، هو سائق فورملا 1 فرنسي بدأ مسيرته الاحترافية سنة 2008.

## سباقات شارك فيها
- لو مان 24 ساعة
- البطولة الأمريكية لسباق السيارات
- سلسلة إندي كار
- إنديانابوليس 500

## وصلات خارجية
- سيمون باغيناود على موقع Racing-Reference.info (الإنجليزية)
- سيمون باغيناود على موقع DriverDB.com (الإنجليزية)
- الموقع الرسمي